# Johan Cruijff Arena
Johan Cruijff Arena, tidigare Amsterdam Arena, är en fotbollsarena i Amsterdam, Nederländerna.
Den är hemmaplan för fotbollslaget AFC Ajax och NFL Europa-laget Amsterdam Admirals. Här spelar även Nederländernas fotbollslandslag sina matcher. Arenan har haft återkommande problem med en dålig plan då solljuset inte når ner till plan. Man har därför bytt hela planen flera gånger.
Johan Cruijff Arena har en kapacitet på 55 870 åskådare. Att stänga och öppna taket tar cirka 18 minuter.

## Bijlmer Arena
Bijlmer Arena (skrivs oftast Bijlmer ArenA) är namnet på arenans egen järnvägsstation, Bijlmer är även uppehåll för Metron och ett antal busslinjer.